# Justin Anlezark
 Justin Anlezark  (Katherine, 14 augustus 1977) is een Australisch atleet, die is gespecialiseerd in het kogelstoten en discuswerpen. Driemaal nam hij deel aan de Olympische Spelen, maar bleef medailleloos. Hij werd acht maal Australisch kampioen kogelstoten en eenmaal in het discuswerpen.

## Biografie
In 2000 nam Anlezark een eerste keer deel aan de Olympische Spelen in Sydney. Met een beste worp van 18,59 m geraakte hij niet door de kwalificaties van het kogelstoten. Twee jaar later won hij met een worp van 20,91 m het kogelstoten op de Gemenebestspelen 2002 in Manchester.
Op de Wereldkampioenschappen atletiek 2003 eindigde Anlezark net buiten de medailles: met 20,61 m strandde hij op de vierde plaats.
Op de Olympische Spelen van 2004 in Athene behaalde Anlezark met een beste worp van 20,31 m een zevende plaats in het kogelstoten. Ondanks enkele mindere seizoenen kon Anlezark zich toch kwalificeren voor de Olympische Spelen van 2008 in Peking. Met een worp van 19,91 m geraakte hij opnieuw niet door de kwalificatieronde. Ditzelfde geldt voor de wereldkampioenschappen in 2009 waar hij met een worp van drie centimeter verder in zijn kwalificatiegroep tiende werd.

## Titels
- Australisch kampioen kogelstoten – 1998, 2000, 2001, 2002, 2003, 2004, 2008, 2009
- Australisch kampioen discuswerpen – 1996

## Persoonlijke records
Outdoor
| Onderdeel    | Prestatie | Datum            | Plaats   |
| ------------ | --------- | ---------------- | -------- |
| kogelstoten  | 20,96 m   | 5 april 2003     | Brisbane |
| discuswerpen | 59,10 m   | 16 februari 2007 | Brisbane |

Indoor
| Onderdeel   | Prestatie | Datum        | Plaats |
| ----------- | --------- | ------------ | ------ |
| kogelstoten | 20,69 m   | 9 maart 2003 | Wenen  |

## Palmares

### Kogelstoten
- 1996:  WK Junioren – 18,21 m
- 1998: 7e Gemenebestspelen – 18,44 m
- 1998: 7e IAAF Wereldbeker - 18,26 m
- 2002:  Gemenebestspelen – 20,91 m
- 2002:  IAAF Wereldbeker - 20,77 m
- 2003: 5e WK Indoor – 20,65 m
- 2003: 4e WK – 20,61 m
- 2003: 7e Wereldatletiekfinale – 19,96 m
- 2004: 7e OS – 20,31 m